# 申幸用
申 幸用（シン・ヘンヨン、朝鮮語: 신행용、1902年2月6日 - 1971年3月13日）は、日本統治時代の朝鮮の教員、大韓民国の政治家。第3代韓国国会議員。

## 経歴
全羅南道務安郡出身。木浦公立商業学校（現・木商高等学校）卒。木浦公立普通学校教員、面長、新幹会財政部幹事、全南糧穀会社海南出張所長、朝鮮糧穀営団全南支部運輸課長代理、第3代国会議員、国会懲戒委員・予決委員などを歴任した。張勉副大統領狙撃事件の後は与党自由党の議員として唯一調査委員会の構成に賛成した。
1971年3月13日、務安郡望雲面の自宅で持病により死去。享年69。